# تک گروه J-M172
در ژنتیک انسانی، تک گروه J-M172 یا J2 یک هاپلوگروه کروموزوم Y است که زیرشاخه (شاخه) هاپلوگروپ J-M304 قرار دارد.  تک گروه J-M172 در جمعیت‌های امروزی در آسیای غربی ، آسیای مرکزی ، آسیای جنوبی ، جنوب اروپا ، شمال غربی ایران و شمال آفریقا رایج است. گمان می‌رود که J-M172 احتمالا در میان قفقاز ، آناتولی و غرب ایران سرچشمه گرفته باشد.شواهدی بر وجود این مردمان در این مناطق تا ۱۴ هزار سال قبل از میلاد موجود است آن ها از  اولین مردمان شناخته شده هستند که کشاورزی می کردند. هاپلوگروپ j-m172 یا J2 بیشترین شیوع را در منطقه شمال، شمال غرب و غرب ایران و منطقه قفقاز دارد. قدیمی ترین هاپلوگروپ یافت شده از J2a مربوط به غارهای هوتو و کمربند مازندران است.قدیمی‌ترین نمونه CHG حدود ۱۳ هزار سال قدمت دارد و در غار کوتایس کلده در گرجستان یافت شده‌ است که هر دو نمونه هاپلوگروپ J2a و J2b داشتند. همچین تمدن جیرفت نیز به شاخه J2 تعلق دارد.
بیشتر به دو کلاس مکمل J-M410 و J-M12 (M12, M102, M221, M314) تقسیم می‌شود.
این هاپلوگروپ اغلب به عنوان یکی از شاخص‌ترین شاخه‌های جوامع کشاورزی اولیه در هلال حاصلخیز و مناطق اطراف، از جمله ایران باستان، شناخته می‌شود. این هاپلوگروپ در میان ایرانیان امروزی فراوان است و با تمدن‌هایی مانند عیلامیان و فلات ایران پیوند قوی دارد.

## منشأ
تاریخ منشأ هاپلوگروپ J-M172 توسط باتینی و همکارانش در سال ۲۰۱۵ میلادی (خورشیدی) بین ۱۹٬۰۰۰ تا ۲۴٬۰۰۰ سال پیش تخمین زده شد. سامینو و همکارانش در سال ۲۰۰۴ منشأ هاپلوگروپ والد، J-P209، را بین ۱۸٬۹۰۰ تا ۴۴٬۵۰۰ سال پیش (YBP) تخمین زدند. هاپلوگروپ باستانی J-M410، به‌ویژه زیرشاخه J-Y12379*، در یک زمینه میان‌سنگی در دندان کشف‌شده از غار کوتایاس کلده در غرب گرجستان، با قدمتی مربوط به اواخر پارینه سنگی (13300 سال) و میانسنگی (9700 سال) یافت شده است. . این نمونه به ترکیب ژنتیکی شکارچیان-گردآورندگان قفقازی (CHG) اختصاص داده شده است. J-M410، به‌ویژه زیرشاخه J-PF5008 آن، در یک نمونه میان‌سنگی از غارهای هوتو و کمربند واقع در استان مازندران ایران نیز یافت شده است که قدمت آن به ۹٬۱۰۰ تا ۸٬۶۰۰ سال پیش از میلاد مسیح (تقریباً ۱۱٬۰۰۰ سال پیش) بازمی‌گردد. هر دو نمونه متعلق به فرهنگ تریالتی هستند. به احتمال زیاد، مردان J2 تا پایان آخرین دوره یخبندان، ۱۲٬۰۰۰ سال پیش، در بیشتر مناطق آناتولی، جنوب قفقاز و کوه‌های زاگرس سکونت داشتند.
زلوآ و ولز Zalloua & Wells (2004) و الزاهری و همکاران Al-Zahery et al. (2003) ادعا کردند که قدیمی‌ترین مهاجرت شناخته‌شده J2 را کشف کرده‌اند که احتمالاً از آناتولی و قفقاز گسترش یافته است. نبل و همکاران (۲۰۰۱) دریافتند که: "طبق گفته آندرهیل و همکاران (۲۰۰۰)، Eu 9 (H58) از Eu 10 (H71) از طریق یک تغییر T→G در M172 تکامل یافته است (تأکید شده)"، و اینکه در جمعیت‌های امروزی، Eu 9 (فرم پس از جهش M172) در قفقاز، آسیای کوچک و شام قوی‌تر است، در حالی که Eu 10 با حرکت به سمت جنوب و ورود به شبه‌جزیره عربستان، قوی‌تر شده و جایگزین فرکانس Eu 9 می‌شود،[۱۹] به گونه‌ای که مردمان قفقاز با اعراب در نزدیکی و بین بین‌النهرین (سومر/آشور) و صحرای نقب ملاقات کردند، زیرا "عرب‌سازی" از عربستان به هلال حاصلخیز و ترکیه گسترش یافت.
دی جاکومو و همکاران (۲۰۰۴) فرض کردند که هاپلوگروپ J-M172 از شام یا آناتولی به اروپای جنوبی گسترش یافته است، احتمالاً موازی با توسعه کشاورزی. در مورد زمان گسترش آن به اروپا، دی جاکومو و همکاران به رویدادهایی اشاره کردند که پس از دوره نوسنگی رخ داده‌اند، به‌ویژه رشد جمعیتی که با ظهور دنیای یونان باستان مرتبط بود. سمینو و همکاران Semino et al. (2004) تخمین‌های سنی قدیمی‌تری برای J2 کلی ارائه دادند، و گسترش اولیه آن را با کشاورزان نوسنگی از خاور نزدیک فرض کردند. با این حال، توزیع زیرشاخه‌های آن، که قله‌های محلی در بالکان جنوبی، جنوب ایتالیا، شمال/مرکز ایتالیا و قفقاز را نشان می‌دهد، با یک سناریوی تک‌موجی پیشروی مطابقت ندارد و فرآیندهای پس از نوسنگی که به خوبی شناخته نشده‌اند، الگوی فعلی آن را ایجاد کرده‌اند. مانند دی جاکومو و همکاران، عصر برنز بالکان جنوبی توسط سمینو و همکاران به عنوان یک مسیر مهم گسترش مطرح شد.

## توزیع
هاپلوگروپ J-M172 عمدتاً در هلال حاصلخیز، قفقاز، آناتولی، ایتالیا، سواحل مدیترانه و فلات ایران یافت می‌شود. دی‌ان‌ای Y: J2 (J-M172): عرب نهرینی/سوری.
بیشترین فراوانی گزارش شده J-M172، ۸۷٫۴٪، در میان مردم اینگوش در ملگوبک بوده است.

این هاپلوگروپ به طور خاص در عراق، کویت، سوریه، لبنان، ترکیه، گرجستان، آذربایجان، قفقاز شمالی، ارمنستان، ایران، اسرائیل، فلسطین، قبرس، یونان، آلبانی، ایتالیا، اسپانیا و به طور متداول‌تر در میان مردم عراق (۲۴٪)، چچن (۵۱٫۰٪-۵۸٫۰٪)، گرجی ها (۲۱٪-۷۲٪)، لبنانی‌ها (۳۰٪)، اوستی‌ها (۲۴٪)، بالکارها (۲۴٪)، سوری‌ها (۲۳٪)، ترک‌ها (۱۳٪- ۴۰٪)، قبرسی‌ها (۱۲٫۹٪-۳۷٪)، ارمنی‌ها (۲۱٪-۲۴٪)، چرکس‌ها (۲۱٫۸٪)، بحرینی‌ها (۲۷٫۶٪)، ایرانی‌ها (۱۰٪- ۲۵٪)، آلبانی‌ها (۱۶٪)، ایتالیایی‌ها (۹٪-۳۶٪)، یهودیان سفاردی (۱۵٪-۲۹٪)، مالتی‌ها (۲۱٪)، فلسطینی‌ها (۱۷٪)، سعودی‌ها (۱۴٪)، اردنی‌ها (۱۴٪)، عمانی‌ها (۱۰٪-۱۵٪) و شیعیان مسلمان شمال هند (۱۸٪) یافت می‌شود.